# Калав, Пура Вильянуэва
Пура Вильянуэва Калав (27 апреля 1886, Илоило — 21 марта 1954, Манила) — филиппинская королева красоты, феминистка, журналистка и писательница.

## Ранние годы
Пурификасьон Гарсия Вильянуэва родилась в городе Аревало, провинции Илоило, Филиппины, в семье Эмилио Вильянуэва и Эмилии Гарсия. Её мать родилась в Паленсии, Испания. В 1908 году в возрасте 22 лет Пура Вильянуэва стала первой «Королевой Манильского карнавала».

## Карьера
В 1906 году Пура Вильянуэва организовала избирательную группу Asociacion Feminista Ilonga. Её усилия привели к тому, что в 1907 году первый законопроект об избирательном праве был принят Филиппинской ассамблеей. Пура Вильянуэва вела колонку в еженедельной газете El Tiempo и редактировала женскую страницу. Позже она редактировала испаноязычный раздел Woman’s Outlook, издания, выступающего за женское избирательное право (англоязычным редактором была Тринидад Фернандес Легарда). Она также была президентом Женского клуба Манилы.
К книгам Пуры Вильянуэвы Калау относятся «Осменья от газетчика до президента» (1946), «Как филиппинки получили право голоса», «Выдающиеся филиппинские женщины», «Антология филиппинских писательниц», «Потребительские кооперативы на Филиппинах», «Филиппинская кулинарная книга» и «Краткая история филиппинского флага». Её буклет 1918 года Condimentos Indigenas был «одной из первых кулинарных книг», опубликованных на Филиппинах.
В 1951 году Пура Вильянуэва Калав была удостоена Президентской медали, врученной президентом Эльпидио Кирино, за её работу по защите прав женщин на Филиппинах.

## Личная жизнь
Пура Вильянуэва вышла замуж за юриста и редактора Теодоро Манигиат Калав в 1910 году. Среди их детей были Мария Калав Катигбак, сенатор, и Пурита Калав Ледесма, искусствовед. Их невестка Ева Эстрада Калав также была сенатором. Пура Вильянуэва Калав овдовела в 1940 году. Она умерла 21 марта 1954 года в возрасте 67 лет.
Её дочь Мария Калав Катигбак в 1983 году опубликовала биографию «Наследие: Пура Вильянуэва Калав: её времена, жизнь и творчество 1886–1954». Пура В. Калав была одной из суфражисток, представленных на выставке 2016 года в посольстве Филиппин в Вашингтоне, округ Колумбия.
В Кесон-Сити есть школа, названная в честь Пуры В. Калав.